# 鷲羽山北バスストップ
鷲羽山北バスストップ（わしゅうざんきたバスストップ）は、岡山県倉敷市大畠にある瀬戸中央自動車道のバス停である。

## 停車する路線
徳島岡山エクスプレスの徳島方面は、運行経路上であるが通過扱いとなるため、当バスストップには停車しない。

### 一般路線バス
| のりば | 路線番号 | 路線名     | 会社名   | 行先・方面など | 備考 |
| ------ | -------- | ---------- | -------- | -------------- | ---- |
| 上り線 | 7        | 瀬戸大橋線 | 琴参バス | JR児島駅       |      |
| 下り線 | 7        | 瀬戸大橋線 | 琴参バス | 坂出駅前       |      |

### 都市間高速バス
| のりば | 愛称                 | 会社名                                                     | 行先                                     | 備考     |
| ------ | -------------------- | ---------------------------------------------------------- | ---------------------------------------- | -------- |
| 上り線 | 降車専用             | 降車専用                                                   | 降車専用                                 | 降車専用 |
| 下り線 | マドンナエクスプレス | 両備ホールディングス・下津井電鉄・伊予鉄バス・JR四国バス   | 松山（大街道・松山市駅・松山駅）         |          |
| 下り線 | 龍馬エクスプレス     | 両備ホールディングス・下津井電鉄・とさでん交通・JR四国バス | 高知（知寄町一丁目・はりまや橋・高知駅） |          |

## 隣
E30 瀬戸中央自動車道
(3)児島IC - 鷲羽山北BS - 櫃石島IC - 岩黒島IC - 与島IC/PA - (4)坂出北IC
- 櫃石島IC、岩黒島IC、与島ICは島民および緊急車両や路線バス、郵便物集配車両などが利用できるICで一般車両は進入禁止。
- 一般車両は坂出TB/IC方面の坂出北ICまで乗り降りができない。

## バス停へのアクセス
- 下電バス「大畠」バス停または「田之浦」バス停